# World of Motion

World of Motion était un pavillon et une attraction du parc Epcot de Walt Disney World Resort. Il ouvrit le 1er octobre 1982 avec le parc et ferma le 2 janvier 1996 pour être remplacé par Test Track. Ces deux attractions ont le même partenaire : General Motors.
Le pavillon a été en grande partie conservé pour accueillir la nouvelle attraction. On retrouve la forme originelle ressemblant à une énorme roue posée sur le flanc.

## L'attraction
Les visiteurs embarquaient à bord de véhicules omnimover et partaient pour une balade à travers des scènes peuplées d'audio-animatronics et quelques effets de lumières. La "joyeuse" balade retraçait l'histoire du mouvement et des transports en passant par l'homme des cavernes (utilisant leurs pieds), l'invention de la roue, les machines inventées par Léonard de Vinci, la traversée vers les Amériques de Christophe Colomb ou les premières automobiles.
De nombreux gags ponctuaient l'attraction comme dans la scène de l'invention de la roue, la vente de chariot d'occasion ou le premier bouchon routier du monde.
L'attraction se terminait par la cité carrefour, une étincelante métropole du futur qui semblait en perpétuel mouvement. Un effet spécial renvoyait sur un miroir l'image du visiteur qu'il roulait à bord d'un véhicule futuriste (effet similaire à l'un de ceux de Haunted Mansion).
Les visiteurs sortaient alors de l'attraction pour visiter le TransCenter.

### Les scènes
- L'homme des cavernes
- Les premiers bateaux en troncs et ceux des Viking
- Les chevauchées des Assyriens : chameaux, autruches et zèbres.
- L'invention de la roue chez les Babyloniens
- La fabrique de roue à l'ancienne, avec une vente de chariot d'occasion
- Les machines volantes inventées par Léonard de Vinci
- "L'âge des vols" avec des ballons et autres dirigeables
- Un bateau à aube du Mississippi sert d'introduction aux machines à vapeur. l'expansion vers l'Ouest est évoquée par une longue file de chariots bâchés.
- Les trains à vapeur, un moyen de transport sûr et tranquille mais pas à l'abri des pillards. Le train utilisé pour la scène était un vrai train.
- Le premier bouchon routier (motorisé) du monde dans une ville américaine vers 1910 (fait fictif)
- Les routes de campagnes du XXe siècle
  - un pique-nique en famille
  - une sortie à l'aérodrome
  - les autoroutes des années 1940
  - les autoroutes des années 1950
  - les autoroutes des années 1960
- Les tunnels de vitesse étaient un hommage à If You Had Wings
- La descente vers CenterCore, un aperçu de la ville de demain

### Le TransCenter
Le Transcenter était une exposition de concept cars conçu par General Motors située à la sortie de l'attraction mais aussi accessible séparément.
L'attraction présenté plusieurs films :
- The Bird and the Robot, un film humoristique projeté de 1982 à 1986 qui présentait l'utilisation des robots sur les chaînes d'assemblages d'automobiles[1].
- The Water Engine[2].

Il a été remplacé le 13 février 1996 par le GM Preview Center présentant la future attraction Test Track.

### Données techniques
- Ouverture : 1er octobre 1982 (avec le parc)[3]
- Fermeture : 2 janvier 1996[2],[3]
- Conception : WED Enterprises
- Musique : Buddy Baker[4]
- Partenaire : General Motors
- Diamètre du bâtiment : 106 m
- Hauteur du bâtiment : 18 m
- Superficie : 15 000 m2
- Taille minimale : 1,30 m
- Véhicules: Omnimover
- Scènes : 24 comprenant
  - Audio-animatronic : 188
  - 33 objets animés
  - 16 véhicules grandeur nature
- Narrateur: Gary Owens
- Durée : 14 min 30 s
- Débit théorique : 3 000 personnes par heure
- Situation : 28° 22′ 24″ N, 81° 32′ 52″ O

## Réutilisations de l'attraction
Les poulets audio-animatronics de la file d'attente ont été réutilisés pour l'attraction Barnstormer au Magic Kingdom